# Schloss Geiselbullach

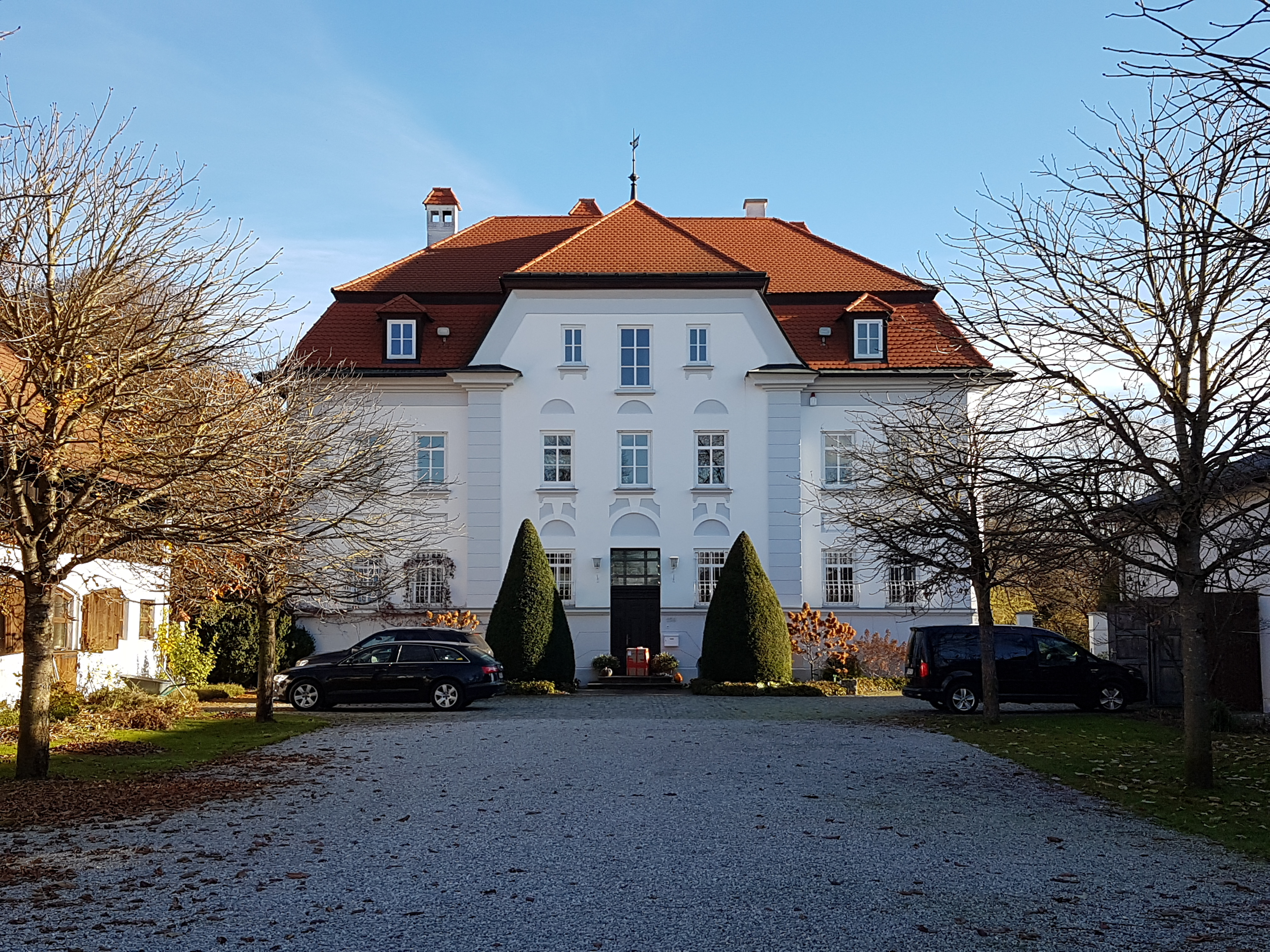
Schlossgut Geiselbullach

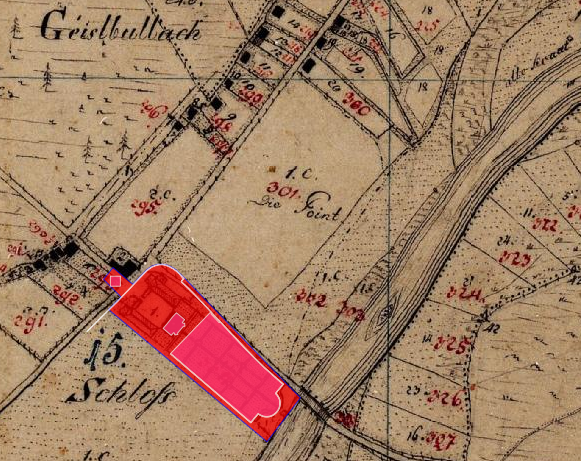
Lageplan von Schloss Geiselbullach auf dem Urkataster von Bayern

Das Schloss Geiselbullach ist ein Schloss in Geiselbullach in der Gemeinde Olching (Landkreis Fürstenfeldbruck) in Bayern. Es dient heute als Gutshof und ist in Privatbesitz.

## Geschichte
Bayerns Kurfürst Max Emanuel überließ seinem Hofkammerrat Johann Adam Geisler 1724 ein großes Areal in der Flur am „Buelach“ (gemeint ist vermutlich ein Buchenwald) in der Nähe der Amper zur Bewirtschaftung und verlieh ihm zudem das Adelsprädikat von Geiselbullach. Geisler erbaute dort ein Schloss mit eingefriedetem Park, eine große Kapelle zu Ehren des Hl. Johannes Nepomuk sowie Häuser für abhängige „Gütler“ und Handwerker. Häufig wechselnden Nachfolgern fehlte wohl das Geschick für die Wirtschaftsführung des Gutes. Erst der aus Udine stammende Kaufmann Alois Sabbadini scheint das nötige wirtschaftliche Gespür besessen zu haben. Unter seiner Zeit entstand 1816 der Turm zu der Kapelle, die ein früherer Schlossbesitzer, der Hofmaler Johann Adam von Schöpf, in feinstem Rokoko ausgemalt hatte. 1891 kaufte Adolf Scheller das Schloss, das 1894 ausbrannte. 1895 erfolgte die Errichtung des heutigen Schlosses. 1918 erwarb die aus Ungarn stammende Familie Raadts das Schloßgut. Ernst Raadts machte daraus einen Musterbetrieb. 1947 wurde er im Übrigen Landrat des Landkreises Fürstenfeldbruck. Besitzer des Schlosses ist seit 1964 die Familie Stürzer, die das Anwesen aufwendig restauriert hat. Die ehemalige Schlosskapelle St. Johann Nepomuk gehört inzwischen der Stadt Olching und wurde 2017 renoviert.

## Baubeschreibung
Das Schloss (und die ehm. Schlosskapelle) stehen unter Denkmalschutz (Nummer D-1-79-142-14 und D-1-79-142-6) und werden folgendermaßen beschrieben:
- schlossartiger Neubarockbau, nach Plan von 1895 der Gebr. Graessel und Krauss (München)
- zugehörig Schlossgarten, barocke Anlage, um 1723, mit gemauerter Einfriedung
- Ehemalige Schlosskapelle St. Johann Nepomuk, jetzt katholische Kapelle St. Johann Nepomuk, schmaler barocker Saalbau mit Apsis und vorgestelltem Westturm mit Zwiebelhaube, 1726/27; mit Ausstattung

Ebenso wird Anlage als Bodendenkmal unter der Aktennummer D-1-7734-0136 im Bayernatlas als „untertägige frühneuzeitliche Befunde im Bereich von Schloss Geiselbullach mit Kath. Kapelle St. Johann Nepomuk und barocker Gartenanlage“ geführt. 